# Canton d'Agen-1
Pour les articles homonymes, voir Canton d'Agen (homonymie).
Le canton d'Agen-1 est une circonscription électorale française du département de Lot-et-Garonne.

## Histoire
Le canton d'Agen-1 est créé en 1801 en même temps que le canton d'Agen-2, en remplacement du canton d'Agen. Il dépend de l'arrondissement d'Agen et il est remplacé en 1973 par les cantons d'Agen-Centre, Agen-Nord et Agen-Ouest.
Un nouveau découpage territorial du département de Lot-et-Garonne entre en vigueur à l'occasion des élections départementales de 2015. Il est défini par le décret du 26 février 2014, en application des lois du 17 mai 2013 (loi organique 2013-402 et loi 2013-403). Les conseillers départementaux sont, à compter de ces élections, élus au scrutin majoritaire binominal mixte. Les électeurs de chaque canton élisent au Conseil départemental, nouvelle appellation du Conseil général, deux membres de sexe différent, qui se présentent en binôme de candidats. Les conseillers départementaux sont élus pour 6 ans au scrutin binominal majoritaire à deux tours, l'accès au second tour nécessitant 12,5 % des inscrits au 1er tour. En outre la totalité des conseillers départementaux est renouvelée. Ce nouveau mode de scrutin nécessite un redécoupage des cantons dont le nombre est divisé par deux avec arrondi à l'unité impaire supérieure si ce nombre n'est pas entier impair, assorti de conditions de seuils minimaux. En Lot-et-Garonne, le nombre de cantons passe ainsi de 40 à 21. Le canton d'Agen-1 est recréé par ce décret.
Le canton d'Agen-1 est entièrement inclus dans l'arrondissement d'Agen. Le bureau centralisateur est situé à Agen.

### Résultats électoraux

#### Elections départementales 2015
| Candidats            | Candidats         | Partis      | Partis      | Premier tour | Premier tour | Second tour | Second tour |
| Candidats            | Candidats         | Partis      | Partis      | Voix         | %            | Voix        | %           |
| -------------------- | ----------------- | ----------- | ----------- | ------------ | ------------ | ----------- | ----------- |
| 1                    | Nathalie Bricard  |             | SE          | 1 788        | 28,30        | 3 379       | 59,00       |
| 1                    | Christian Delbrel |             | SE          | 1 788        | 28,30        | 3 379       | 59,00       |
| 2                    | Hélène Collet     |             | FN          | 1 358        | 21,50        |             |             |
| 2                    | Jean-Marc Ramel   |             | FN          | 1 358        | 21,50        |             |             |
| 3                    | Karima Djemaï     |             | PCF         | 341          | 5,40         |             |             |
| 3                    | Thomas Portes     |             | PCF         | 341          | 5,40         |             |             |
| 4                    | Bruno Dubos       |             | MoDem       | 1 571        | 24,87        | 2 348       | 41,00       |
| 4                    | Laurence Maïoroff |             | UMP         | 1 571        | 24,87        | 2 348       | 41,00       |
| 5                    | Patrick Buisson   |             | PS          | 1 259        | 19,93        |             |             |
| 5                    | Catherine Pitous* |             | PS          | 1 259        | 19,93        |             |             |
|                      |                   |             |             |              |              |             |             |
| Inscrits             | Inscrits          | Inscrits    | Inscrits    | 11 440       | 100,00       | 11 439      | 100,00      |
| Abstentions          | Abstentions       | Abstentions | Abstentions | 4 893        | 42,77        | 4 974       | 43,48       |
| Votants              | Votants           | Votants     | Votants     | 6 547        | 57,23        | 6 465       | 56,52       |
| Blancs               | Blancs            | Blancs      | Blancs      | 149          | 2,28         | 456         | 7,05        |
| Nuls                 | Nuls              | Nuls        | Nuls        | 81           | 1,24         | 282         | 4,36        |
| Exprimés             | Exprimés          | Exprimés    | Exprimés    | 6 317        | 96,49        | 5 727       | 88,58       |
| * conseiller sortant |                   |             |             |              |              |             |             |

## Représentation

### Conseillers d'arrondissement (de 1833 à 1940)
| Période                                  | Période | Identité                | Étiquette   | Qualité |
| ---------------------------------------- | ------- | ----------------------- | ----------- | --- |
| 1833                                     | 1848    | Pierre Jules Menne ainé |             | Adjoint au maire d'Agen                                                                                     |
|                                          |         |                         |             | |
| 1880                                     | 1889    | Marc Basset             | Républicain | Maire de Pont-du-Casse                                                                                      |
| 1889                                     | 1892    | M. Desmurs              | Républicain | |
| 1892                                     | 1895    | M. Rayssac              | Républicain | |
| 1895                                     | 1901    | Armand Saubusse         | Radical     | Maire du Passage-d'Agen (1893-1908)                                                                         |
| 1901                                     | 1925    | Joseph Marche           | Radical     | Maire de Saint-Hilaire-sur-Garonne (1908-1942)                                                              |
| 1925                                     |         | M. Lacoste              | PRS         | |
|                                          | 1940    | M. Baume                | Radical     | |
| 1940                                     |         |                         |             | Les conseils d'arrondissement ont été suspendus par la loi du 12 octobre 1940 et n'ont jamais été réactivés |
| Les données manquantes sont à compléter. |         |                         |             | |

### Conseillers généraux de 1833 à 1973
| Période                                  | Période      | Identité                      | Étiquette   | Qualité |
| ---------------------------------------- | ------------ | ----------------------------- | ----------- | --- |
| 1833                                     | 1848         | Pierre Sylvain Dumon          | Droite      | Avocat à Agen Député (1831-1848), membre du Conseil d'État Ministre (1843) Elu également dans le Canton de Laplume, il choisit le Canton d'Agen-1 |
| 1848                                     | 1852         | Jean Didier Baze              | Droite      | Avocat, adjoint au maire d'Agen Commandant de la Garde nationale Représentant du peuple (1848-1851) député (1871-1876), sénateur (1876-1881)      |
| 1852                                     | 1867         | Pierre Emmanuel Anne Lébé     |             | Premier président honoraire de la Cour d'Agen |
| 1867                                     | 1886         | Félix Aunac                   | Droite      | Banquier et propriétaire à Agen |
| 1886                                     | 1892         | Jules Cazanobes               | Républicain | Avoué près le Tribunal de première instance, Agen                                                                                                 |
| 1892                                     | 1900 (décès) | Pierre Leucippe André Dupérié | Républicain | Lieutenant dans la Garde nationale Chirurgien de l'hôpital mixte et médecin des prisons à Agen                                                    |
| 1900                                     | 1918 (décès) | Georges Delpech               | Rad.        | Maire d'Agen (1904-1912) |
| 1918                                     | 1919         | siège vacant                  |             | |
| 1919                                     | 1934 (décès) | Georges Laboulbène            | Rad.        | Fonctionnaire Sénateur (1920-1934) Maire d'Agen (1912-1934)                                                                                       |
| 1934                                     | 1940         | François Delmas               | URD         | Médecin à Agen Nommé conseiller départemental en 1943                                                                                             |
|                                          |              |                               |             | |
| 1945                                     | 1951         | Jean Bertin                   | SFIO        | Préparateur en pharmacie, ancien résistant,Agen                                                                                                   |
| 1951                                     | 1970 (décès) | Paul Bême                     | Rad.        | Administrateur en chef de la France d'Outre-mer, Conseiller honoraire de l'Union Française, maire du Passage (1953-1970)                          |
| 1970                                     | 1973         | Jacques Aulong                | UDR         | Chirurgien à Agen Élu en 1973 dans le canton d'Agen-Nord                                                                                          |
| Les données manquantes sont à compléter. |              |                               |             | |

### Conseillers départementaux à partir de 2015
| Période élective | Période élective | Mandat | Mandat   | Identité          | Nuance | Nuance | Qualité                                                                                 |
| ---------------- | ---------------- | ------ | -------- | ----------------- | ------ | ------ | --------------------------------------------------------------------------------------- |
| 2015             | 2021             | 2015   | 2021     | Nathalie Bricard  |        | DIV    | Infirmière libérale, conseillère municipale de Foulayronnes                             |
| 2015             | 2021             | 2015   | 2021     | Christian Delbrel |        | DIV    | Journaliste, maire de Pont-du-Casse                                                     |
| 2021             | 2028             | 2021   | en cours | Christian Delbrel |        | DIV    | Conseiller sortant                                                                      |
| 2021             | 2028             | 2021   | en cours | Clarisse Maillard |        | DIV    | Juriste, membre du Conseil économique, social et environnemental régional, Foulayronnes |

### Résultats détaillés

#### Élections de mars 2015
À l'issue du premier tour des élections départementales de 2015, deux binômes sont en ballottage : Nathalie Bricard et Christian Delbrel (divers, 28,30 %) et Bruno Dubos et Laurence Maioroff (Union de la droite, 24,87 %). Le taux de participation est de 57,23 % (6 547 votants sur 11 440 inscrits) contre 57,81 % au niveau départemental et 50,17 % au niveau national.
Au second tour, Nathalie Bricard et Christian Delbrel (divers) sont élus avec 59,00 % des suffrages exprimés et un taux de participation de 56,52 % (3 379 voix pour 6 465 votants et 11 439 inscrits).

#### Élections de juin 2021
Le premier tour des élections départementales de 2021 est marqué par un très faible taux de participation (33,26 % au niveau national). Dans le canton d'Agen-1, ce taux de participation est de 40 % (4 550 votants sur 11 376 inscrits) contre 39,29 % au niveau départemental. À l'issue de ce premier tour, deux binômes sont en ballottage : Christian Delbrel et Clarisse Maillard (Divers, 50,6 %) et Bruno Dubos et Anne Gallissaires (DVC, 34,89 %).
Le second tour des élections est marqué une nouvelle fois par une abstention massive équivalente au premier tour. Les taux de participation sont de 34,36 % au niveau national, 41,08 % dans le département et 43,87 % dans le canton d'Agen-1. Christian Delbrel et Clarisse Maillard (Divers) sont élus avec 56,06 % des suffrages exprimés (2 641 voix pour 4 991 votants et 11 376 inscrits),,.

## Composition

### Composition avant 1973
- Agen (partie de commune[C 1]) ;
- Dolmayrac puis Le Passage en 1801[C 2] ;
- Foulayronnes[C 3] ;
- Saint-Cirq, puis Colayrac-Saint-Cirq en 1889[C 4] ;
- Saint-Hilaire-de-Lusignan[C 5].

### Composition depuis 2015
| Nom                          | Code Insee | Intercommunalité        | Superficie (km2) | Population (dernière pop. légale)               | Densité (hab./km2) | Modifier                                    |
| ---------------------------- | ---------- | ----------------------- | ---------------- | ----------------------------------------------- | ------------------ | ------------------------------------------- |
| Agen (bureau centralisateur) | 47001      | CA Agglomération d'Agen | 11,49            | Fraction : 6 079 (2022) Commune : 32 193 (2022) | 2 802              | modifier les données · modifier les données |
| Bajamont                     | 47019      | CA Agglomération d'Agen | 12,20            | 1 000 (2022)                                    | 82                 | modifier les données · modifier les données |
| Foulayronnes                 | 47100      | CA Agglomération d'Agen | 28,86            | 5 480 (2022)                                    | 190                | modifier les données · modifier les données |
| Pont-du-Casse                | 47209      | CA Agglomération d'Agen | 19,10            | 4 192 (2022)                                    | 219                | modifier les données · modifier les données |
| Canton d'Agen-1              | 4701       |                         |                  | 16 751 (2022)                                   |                    | modifier les données                        |

Le canton d'Agen-1 comprend :
1. trois communes entières,
2. la partie de la commune d'Agen située au nord et à l'est de l'axe des voies et limites suivantes : depuis la limite territoriale de la commune de Bon-Encontre, ligne de chemin de fer de Bordeaux à Sète, avenue Henri-Barbusse, place du 14-Juillet, cours du 14-Juillet, pont de la Libération, avenue de Stalingrad, chemin départemental n° 4, avenue de Gaillard, chemin d'Agen à Foulayronnes, jusqu'à la limite territoriale de la commune de Foulayronnes.

## Démographie
En 2022, le canton comptait 16 751 habitants, en évolution de −0,32 % par rapport à 2016 (Lot-et-Garonne : −0,18 %, France hors Mayotte : +2,11 %).
| 2013   | 2018   | 2022   |
| ------ | ------ | ------ |
| 16 785 | 16 348 | 16 751 |